# Cirrochroa paulowna
Cirrochroa paulowna är en fjärilsart som beskrevs av Hans Fruhstorfer 1898. Cirrochroa paulowna ingår i släktet Cirrochroa och familjen praktfjärilar. Inga underarter finns listade i Catalogue of Life.